# BKV Vasúti Járműjavító Kft.
A BKV Vasúti Járműjavító Kft., közkeletű nevén Fehér úti főműhely egy budapesti vállalat, amely a Budapesti Közlekedési Zrt. tulajdonában lévő metró és villamos járművek javítását és felújítását végzi.
Telephelye az M2-es metróvonal Örs vezér terei végállomásánál, a metró Fehér úti járműtelepének szomszédságában van. A telephelye vágánykapcsolattal rendelkezik mind a metró, mind a BKV (3-as villamos), mind a MÁV (Kőbányai teherpályaudvar) felé, illetve közvetett módon a – Kőbányai teherpályaudvarhoz ugyancsak csatlakozó –  Gödöllői és Csömöri HÉV felé is.